# Vermisstenfall Etan Patz

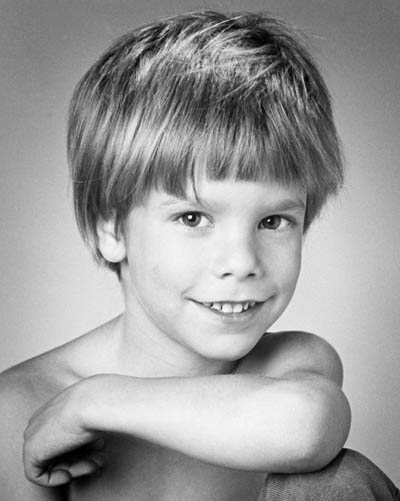
Etan Patz (Foto vom 16. September 1978)

Etan Patz [ɛɪtn pæts] (* 9. Oktober 1972 in New York, NY, USA; † 1979 in New York City) war der Sohn des New Yorker Fotografen Stanley K. „Stan“ Patz. Er verschwand am 25. Mai 1979 spurlos in seiner Heimatstadt. Im Mai 2012 verhaftete die Polizei Pedro Hernandez aus Camden, New Jersey, nachdem dieser gestanden hatte, Etan Patz umgebracht zu haben. Er wurde 2017 der Entführung und des Mordes schuldig gesprochen.

## Verschwinden von Etan Patz 1979
Etan Kalil Patz, Sohn einer jüdischen Familie aus New York, lebte mit seinen Eltern, seinem vier Jahre jüngeren Bruder Ari und seiner zwei Jahre älteren Schwester Shira im Künstler- und Galerienviertel SoHo im südlichen Teil Manhattans, bis er am Morgen des 25. Mai 1979 im Alter von sechseinhalb Jahren auf dem Weg von seinem Elternhaus zum Schulbus spurlos verschwand. Etans Mutter, Julie Patz, hatte ihm zum ersten Mal erlaubt, die kurze Strecke zum Schulbus allein zu gehen. Von der Feuertreppe aus blickte sie ihm hinterher, bis er die einzige Straßenkreuzung überquert hatte, die zwischen Elternhaus und Bushaltestelle lag. Danach kehrte sie ins Haus zurück, überzeugt davon, dass Etan die letzten 50 Meter bis zur Haltestelle allein bewältigen würde. Als Etan am Nachmittag dieses Tages nicht nach Hause zurückkehrte und seine Mutter erfuhr, dass er an diesem Tag nicht in der Schule war, benachrichtigte sie unverzüglich die Polizei.
Eine großangelegte Suchaktion, die bereits am selben Tag eingeleitet wurde, brachte keinen Erfolg. Am folgenden Tag sorgte Etans Vater Stan Patz, ein Berufsfotograf, für die Verbreitung eines Bildes seines vermissten Sohnes, das in den darauffolgenden Wochen allerorts in New York auf Suchplakaten, aber auch in überregionalen Zeitungen und im Fernsehen präsent war. Auch Spürhunde wurden eingesetzt, um Etans Spur zu finden. Doch alle Bemühungen, seinen Verbleib zu ermitteln, schlugen fehl. Ein großer Medienrummel entwickelte sich um den Vermisstenfall, zahlreiche Hinweise aus der Bevölkerung hielten die Polizei zunächst in Atem. Als aber nach zwei Wochen immer noch keine heiße Spur zum Aufenthaltsort Etans führte, wurde die Suchaktion schließlich eingestellt.
Etans Eltern zogen nicht um und behielten ihre alte Telefonnummer, die Etan auswendig gelernt hatte, immer in der Hoffnung, er würde sich eines Tages telefonisch melden oder wieder auftauchen. Doch die folgenden Jahre vergingen ohne jeden Hinweis auf sein Schicksal.

## Verdächtigung von Jose Antonio Ramos ab 1982
Als 1982 Jose Antonio Ramos, ein 35-jähriger Straßenhändler, von der New Yorker Polizei verhaftet wurde, weil er angeblich versucht hatte, zwei Jungen in einen Abwasserkanal zu locken, in dem er sich eine provisorische Bleibe eingerichtet hatte, kam erstmals etwas Bewegung in den Vermisstenfall Etan Patz. Als die Polizei den Beschuldigten dahingehend befragte, ob er etwas über den Verbleib von Etan Patz sagen könne, bestritt er, irgendetwas über Etan zu wissen, gab aber an, die Frau zu kennen, die Etan im Auftrag der Patz-Familie während eines Schulbusstreiks regelmäßig zur Schule begleitet hatte. Dies war eine erste Spur; man musste Ramos aber wieder entlassen, da keine ausreichenden Beweise für eine Anklage vorlagen. Wieder vergingen Jahre ohne weitere Erkenntnisse im Fall Etan Patz.
1985 bekam der stellvertretende United States Attorney for the Southern District of New York, Stuart R. GraBois, den Fall Patz zugewiesen. Sein damaliger Vorgesetzter, Bundesstaatsanwalt Rudy Giuliani, der spätere New Yorker Bürgermeister, verlangte von GraBois, alles nur Erdenkliche zu tun, um eine Verurteilung im Fall Etan Patz zu erwirken. Als Jose Antonio Ramos, der 1990 gerade eine siebenjährige Gefängnisstrafe in Pennsylvania verbüßte, erneut wegen der sexuellen Belästigung eines achtjährigen Jungen unter Anklage stand, ließ sich GraBois als stellvertretender Attorney General des Bundesstaates Pennsylvania einsetzen, um Ramos erneut zu befragen. Ramos gestand, am Tage des Verschwindens von Etan einen Jungen, den er später anhand der Vermisstenfotos mit 90-prozentiger Sicherheit als Etan Patz erkannt haben wollte, in seine damalige Wohnung mitgenommen zu haben. Er habe den Jungen im Washington Square Park, etwa zwei Blocks von Etans Elternhaus entfernt, getroffen und ihn danach in seine Mietwohnung im nahegelegenen Stadtteil Lower East Side mitgenommen. Dort wollte er den Jungen sexuell verführen. Da dieser aber kein Interesse daran zeigte, habe er ihn nach einem Spaziergang in seinem Quartier zu einer Haltestelle der New Yorker U-Bahn begleitet, von wo aus der Junge zu einer Tante nach Washington Heights, einem im Norden Manhattans gelegenen Stadtteil, fahren wollte. Dort habe er sich von dem Jungen getrennt.
Im April 2000 äußerte ein Zellengenosse von Ramos, dass dieser eingestanden habe, Etan mit in sein Apartment genommen und dort sexuell missbraucht zu haben. „Etan ist tot. Es gibt keine Leiche, und es wird nie eine Leiche geben“, soll Ramos ihm gesagt haben. „Es war zu schrecklich, niemand würde mich vertreten“, soll er hinzugefügt haben.
Im Juni 2000 durchsuchte die New Yorker Polizei daraufhin erneut die Kellerräume des Mietshauses in der 234 East Fourth Street in der Lower East Side, wo Ramos 1979 gelebt hatte, in der Hoffnung, jetzt DNA-Spuren von Etan Patz sicherstellen zu können, die in früheren Jahren aus technischen Gründen noch nicht auswertbar gewesen waren. Aber auch dieser erneute Versuch der Beweisfindung blieb ohne verwertbares Ergebnis.

## Gerichtliche Todesfeststellung 2001
Im November 2000 unterschrieb Stan Patz den Antrag auf offizielle Todeserklärung Etans bei Gericht. Da Etans Mutter Julie sich mit diesem schmerzlichen Schritt noch schwerer tat und ihrerseits dem Antrag auf Todeserklärung ihres Sohnes nicht folgte, wurde der Antrag erst nach einer gesetzlichen Einspruchsfrist rechtsgültig, wodurch die offizielle Todeserklärung schließlich erst am 19. Juni 2001 erfolgte. Dieser Amtsakt eröffnete den Weg zu einer Schadenersatzklage wegen widerrechtlicher Tötung, der 2002 stattgegeben wurde.
2004 wurde Ramos schließlich durch das zuständige Gericht im Zivilprozess für den Tod von Etan Patz verantwortlich erklärt und zur Leistung eines Schadensersatzes von 2 Mio. USD verurteilt, da er sich unter Eid weigerte, zu mehreren Fragen des Gerichts hinsichtlich seiner möglichen Tatbeteiligung an einer mutmaßlichen Tötung von Etan Patz Stellung zu nehmen. Etans Eltern wollten durch diesen Schritt verhindern, dass Ramos aus der Geschichte Kapital schlagen könne.
Strafrechtlich konnte Ramos bis zum heutigen Tag nicht für den Tod Etans verantwortlich gemacht werden.

## Wiederaufnahme des Falles 2010
Die Bezirksstaatsanwaltschaft des New York County unter Bezirksstaatsanwalt Cyrus Vance Jr. eröffnete den Fall Etan Patz im Mai 2010 neu. Im April 2012 untersuchten Ermittler die Kellerräume eines nahe dem Ort des Verschwindens gelegenen Gebäudes. In dem Gebäude hatte kurz vor Etans Verschwinden der Handwerker Othniel Miller gearbeitet, der Zeugenberichten zufolge Kontakt zu dem Jungen hatte. Dabei konnten jedoch keinerlei Beweise auf eine Tatbeteiligung Millers gefunden werden. Stattdessen tat sich eine alte Spur neu auf, als sich der Handwerker Pedro Hernandez, schon 1979 ein möglicher Verdächtiger, in Widersprüche verwickelte.

## Verhaftung von Pedro Hernandez 2012 und Verurteilung 2017
Am 24. Mai 2012 verhaftete die Polizei Pedro Hernandez aus Camden, New Jersey, nachdem dieser im Verhör angegeben hatte, Etan Patz zunächst mit Limonade angelockt, ihn anschließend erwürgt und nachher seine Leiche in einen Karton zu Bergen von Straßenmüll geschafft zu haben. Hernandez’ Aussage wurde allerdings auch kritisch gesehen. Sein Verteidiger wies darauf hin, dass sein Mandant einen Intelligenzquotienten von 70 – an der Grenze zur geistigen Behinderung – habe. Eine eingehende Untersuchung des mutmaßlichen Mord-Tatorts, eines Kellers in SoHo, brachte keine Spuren zum Vorschein. Am 5. Januar 2015 wurde ein Verfahren eröffnet, das jedoch am 8. Mai 2015 eingestellt wurde, da sich die Geschworenen-Jury mit Stimmenverhältnis 11 pro gegen 1 contra nicht auf einen Schuldspruch einigen konnte. Der Vater von Etan Patz erklärte, dass er von Hernandez’ Schuld überzeugt sei und nicht verstehe, warum dieser nach einem Schuldeingeständnis nicht verurteilt werde. Nach einer erneuten Prozessaufnahme wurde Hernandez im Februar 2017 der Entführung und des Mordes schuldig gesprochen.

## Tag der vermissten Kinder
1983 erklärte US-Präsident Ronald Reagan im Gedenken an den Tag des Verschwindens von Etan Patz den 25. Mai durch gesetzliche Verfügung zum offiziellen nationalen Gedenktag für vermisste Kinder.

## Film
Der Produzent Stanley R. Jaffe, der bereits 1979 die Produktion des erfolgreichen Familiendramas Kramer gegen Kramer geführt hatte, inszenierte 1983 seinen Spielfilm Without a Trace (deutscher Titel: An einem Morgen im Mai) über das Verschwinden eines sechsjährigen Jungen aus Brooklyn frei nach der Novelle Still Missing der Schriftstellerin Beth Gutcheon. Gutcheon, die auch das Drehbuch schrieb, war eine Nachbarin und vertraute Bekannte der Familie Patz. Der Veröffentlichung ihres Buches folgten Vorwürfe, in ihrer Erzählung angeblich Informationen verarbeitet zu haben, die sie von Julie Patz im engsten Vertrauen erhalten hatte, und sich am Unglück der Familie Patz bereichert zu haben. Aus Sicht von Stanley Jaffe besteht jedoch keine konkrete Verbindung zwischen Etan Patz und der rein fiktionalen Handlung seines Spielfilms. Da der Film und seine literarische Grundlage mit einem Happy End versehen waren, sorgten sich Stan und Julie Patz angeblich darum, dass die Öffentlichkeit dem falschen Glauben erliegen könnte, ihr Sohn sei wieder aufgetaucht. Stan und Julie Patz haben jedoch immer betont, dass diese Fragen für sie nebensächlich seien, sie weiterhin ein gutes Verhältnis zu Beth Gutcheon pflegten und es ihnen ausschließlich darum gehe, das Schicksal ihres Sohnes aufzuklären.